# Élections législatives de 1914 dans la Creuse
 (mai 2021).
Si vous disposez d'ouvrages ou d'articles de référence ou si vous connaissez des sites web de qualité traitant du thème abordé ici, merci de compléter l'article en donnant les références utiles à sa vérifiabilité et en les liant à la section « Notes et références ».
Les élections législatives de 1914 ont eu lieu les 26 avril et 10 mai 1914.

## Résultats à l'échelle du département
| Partis         | Partis                                           | Premier tour | Premier tour | Deuxième tour | Deuxième tour | Sièges |
| Partis         | Partis                                           | Voix         | %            | Voix          | %             | Sièges |
| -------------- | ------------------------------------------------ | ------------ | ------------ | ------------- | ------------- | ------ |
|                | Parti républicain, radical et radical-socialiste | 16 884       | 32,56        | 19 347        | 51,80         | 3      |
|                | Radicaux indépendants                            | 8 825        | 17,02        | 6 315         | 16,91         | 0      |
|                | Section française de l'Internationale ouvrière   | 8 295        | 16,00        | 4 955         | 13,27         | 0      |
|                | Parti républicain-socialiste                     | 8 238        | 15,89        | 5 065         | 13,56         | 1      |
|                | Divers                                           | 5 652        | 10,90        |               |               |        |
|                | Radicaux indépendants                            | 3 958        | 7,63         | 1 666         | 4,46          | 0      |
|                |                                                  |              |              |               |               |        |
| Inscrits       | Inscrits                                         | 78 796       | 100,00       | 54 723        | 100,00        | 4      |
| Votants        | Votants                                          | 53 126       | 67,42        | 37 832        | 69,13         |        |
| Abstention     | Abstention                                       | 25 670       | 32,58        | 19 491        | 35,62         |        |
| Blancs et nuls | Blancs et nuls                                   | 1 274        | 2,40         | 484           | 1,28          |        |
| Exprimés       | Exprimés                                         | 51 852       | 97,60        | 37 348        | 98,72         |        |

## Résultats par arrondissement

### Arrondissement d'Aubusson
| Candidats      | Candidats      | Étiquette           | Premier tour | Premier tour | Deuxième tour | Deuxième tour |
| Candidats      | Candidats      | Étiquette           | Voix         | %            | Voix          | %             |
| -------------- | -------------- | ------------------- | ------------ | ------------ | ------------- | ------------- |
|                | Danton         | PRS                 | 3 403        | 20,04        | 5 065         | 28,03         |
|                | Henri Connevot | PRRRS               | 3 292        | 19,39        | 5 239         | 29,00         |
|                | Bénassy        | SFIO                | 3 290        | 19,38        | 4 955         | 27,43         |
|                | Alhéritière    | Radical indépendant | 2 719        | 16,01        | 1 649         | 9,13          |
|                | Léonce Marlaud | Radical indépendant | 2 497        | 14,71        | 1 137         | 6,29          |
|                | Latrige        | Radical indépendant | 1 239        | 7,30         | 17            | 0,09          |
|                | Darfeuille     | Radical indépendant | 528          | 3,11         | 5             | 0,03          |
|                |                | Divers              | 10           | 0,06         |               |               |
|                |                |                     |              |              |               |               |
| Inscrits       | Inscrits       | Inscrits            | 26 005       | 100,00       | 26 079        | 100,00        |
| Votants        | Votants        | Votants             | 17 338       | 66,67        | 18 171        | 69,68         |
| Abstention     | Abstention     | Abstention          | 8 667        | 33,33        | 7 908         | 30,32         |
| Blancs et nuls | Blancs et nuls | Blancs et nuls      | 360          | 2,08         | 104           | 0,57          |
| Exprimés       | Exprimés       | Exprimés            | 16 978       | 97,92        | 18 067        | 99,43         |

### Arrondissement de Bourganeuf
| Candidats      | Candidats      | Étiquette      | Premier tour | Premier tour |
| Candidats      | Candidats      | Étiquette      | Voix         | %            |
| -------------- | -------------- | -------------- | ------------ | ------------ |
|                | René Viviani   | PRS            | 4 835        | 66,82        |
|                | Calinaud       | SFIO           | 2 401        | 33,18        |
|                |                |                |              |              |
| Inscrits       | Inscrits       | Inscrits       | 11 646       | 100,00       |
| Votants        | Votants        | Votants        | 7 543        | 64,77        |
| Abstention     | Abstention     | Abstention     | 4 103        | 35,23        |
| Blancs et nuls | Blancs et nuls | Blancs et nuls | 307          | 4,07         |
| Exprimés       | Exprimés       | Exprimés       | 7 236        | 95,93        |

### Arrondissement de Boussac
| Candidats      | Candidats      | Étiquette      | Premier tour | Premier tour |
| Candidats      | Candidats      | Étiquette      | Voix         | %            |
| -------------- | -------------- | -------------- | ------------ | ------------ |
|                | Victor Judet   | PRRRS          | 4 852        | 52,00        |
|                | Tarrade        | Républicain    | 4 466        | 47,86        |
|                |                | Divers         | 13           | 0,14         |
|                |                |                |              |              |
| Inscrits       | Inscrits       | Inscrits       | 12 528       | 100,00       |
| Votants        | Votants        | Votants        | 9 426        | 75,24        |
| Abstention     | Abstention     | Abstention     | 3 102        | 24,76        |
| Blancs et nuls | Blancs et nuls | Blancs et nuls | 95           | 1,01         |
| Exprimés       | Exprimés       | Exprimés       | 9 331        | 98,99        |

### Arrondissement de Guéret
| Candidats      | Candidats        | Étiquette           | Premier tour | Premier tour | Deuxième tour | Deuxième tour |
| Candidats      | Candidats        | Étiquette           | Voix         | %            | Voix          | %             |
| -------------- | ---------------- | ------------------- | ------------ | ------------ | ------------- | ------------- |
|                | François Binet   | PRRRS               | 4 881        | 26,66        | 7 029         | 36,46         |
|                | Gaston Treignier | PRRRS               | 3 859        | 21,08        | 7 079         | 36,71         |
|                | Berthon          | Radical indépendant | 3 776        | 20,63        | 5 173         | 26,83         |
|                | Desmoulins       | SFIO                | 2 604        | 14,22        |               |               |
|                | Fillioux         | Radical indépendant | 2 024        | 11,06        |               |               |
|                | Gourot           | Divers              | 760          | 4,15         |               |               |
|                | Rougeron         | Divers              | 324          | 1,77         |               |               |
|                |                  | Divers              | 79           | 0,43         |               |               |
|                |                  |                     |              |              |               |               |
| Inscrits       | Inscrits         | Inscrits            | 28 617       | 100,00       | 28 644        | 100,00        |
| Votants        | Votants          | Votants             | 18 819       | 65,76        | 19 661        | 68,64         |
| Abstention     | Abstention       | Abstention          | 9 798        | 34,24        | 8 983         | 31,36         |
| Blancs et nuls | Blancs et nuls   | Blancs et nuls      | 512          | 2,72         | 380           | 1,93          |
| Exprimés       | Exprimés         | Exprimés            | 18 307       | 97,28        | 19 281        | 98,07         |